# Jürgen Begemann
Jürgen Begemann (* 3. Juli 1941 in Potsdam) ist ein deutscher Manager. Er war von 1988 bis 1990 Generaldirektor des VEB Kombinat Schiffbau Rostock.

## Leben
Nach dem Abitur studierte der Arbeitersohn Jürgen Begemann von 1960 bis 1966 an der Universität Rostock und wurde Diplom-Ingenieur für Schiffsmaschinenbau. 1962 trat er in die SED ein. 1966/67 arbeitete er als Reparaturingenieur im VEB Deutsche Seereederei Rostock. Von 1967 bis 1969 war Begemann wissenschaftlicher Mitarbeiter, dann bis 1970 Leiter für Neubauten in der Abteilung Flottenentwicklung des Investkonsortiums Reederei und Befrachtung Rostock. 1970/71 und dann wieder 1972/73 war er Abteilungsleiter für Flottenentwicklung im VEB Deutfracht. 1970/71 und wieder 1976 bis 1978 war er dort Direktor für Wissenschaft und Technik.
1974/75 war Begemann Direktor für Technik des Kombinat Seeverkehr und Hafenwirtschaft und absolvierte bis 1976 einen Lehrgang an der SED-Bezirksparteischule. 1979 bis 1988 war Begemann Stellvertreter des Generaldirektors für Wissenschaft und Technik im VE Kombinat Seeverkehr und Hafenwirtschaft–Deutfracht–Seereederei. 1984/85 studierte er an der Akademie für Gesellschaftswissenschaften beim Zentralkomitee der KPdSU in Moskau und wurde 1988 Generaldirektor des VEB Kombinat Schiffbau Rostock.
Im Jahr 1990 war Begemann einige Monate Vorstandsvorsitzender der aus dem DDR-Kombinat hervorgegangenen Deutschen Maschinen- und Schiffbau AG in Rostock und ging dann in den Ruhestand. 1990 wurde er auch Mitglied des Aufsichtsrates der in Magdeburg ansässigen SKL Motoren- und Systemtechnik AG i. G.